# Première législature du Bas-Canada
Première législature 
 (17 déc. 1792 au 31 mai 1796)
2e
Palais épiscopal de Québec
 Québec, Bas-Canada
La première législature du Bas-Canada siégea du 17 décembre 1792 jusqu'au 31 mai 1796. Toutes les séances eurent lieu à Québec.

## Élections
Les élections générales ont lieu du 24 mai 1792 au 10 juillet 1792.

## Sessions[2]
- Première (17 déc. 1792 — 9 mai 1793)
- Deuxième (11 nov. 1793 — 31 mai 1794)
- Troisième (5 jan. 1795 — 7 mai 1795)
- Quatrième (20 nov. 1795 — 7 mai 1796)

## Représentants de la couronne[2]
- Alured Clarke, lieutenant-gouverneur (17 déc. 1792 — 24 sept. 1793)
- Guy Carleton, baron Dorchester, gouverneur (24 sept. 1793 — 31 mai 1796)

## Présidents de l'Assemblée[2]
- Jean-Antoine Panet (18 déc. 1792 — 28 jan. 1794)
- Michel-Eustache-Gaspard-Alain Chartier de Lotbinière (28 jan. 1794 — 31 mai 1796)

## Présidents du Conseil[2]
- William Smith (15 déc. 1792 — 6 déc. 1793)
- Thomas Dunn[3] (18 fév. 1793 — 22 jan. 1794)
- François Baby[3] (22 jan. 1794 — 17 déc. 1794)
- William Osgoode (17 déc. 1794 — 31 mai 1796)
- Thomas Dunn[3] (18 déc. 1794 — 31 mai 1796)

## Députés
| District              | Député                                               |
| --------------------- | ---------------------------------------------------- |
| Bedford               | Jean-Baptiste-Melchior Hertel de Rouville            |
| Buckinghamshire       | Antoine Juchereau Duchesnay                          |
| Buckinghamshire       | Joseph-Marie Godefroy de Tonnancour                  |
| Cornwallis            | Pierre-Louis Panet                                   |
| Cornwallis            | Jean Digé                                            |
| Devon                 | François Dambourgès                                  |
| Devon                 | James Tod                                            |
| Dorchester            | Gabriel-Elzéar Taschereau                            |
| Dorchester            | Ignace-Michel-Louis-Antoine d'Irumberry de Salaberry |
| Effingham             | Jacob Jordan                                         |
| Effingham             | Joseph-Hubert Lacroix                                |
| Gaspé                 | Edward O'Hara                                        |
| Hampshire             | Mathew Macnider                                      |
| Hampshire             | Jean Boudreau                                        |
| Hertford              | Louis Dunière                                        |
| Hertford              | Pierre Marcoux                                       |
| Huntingdon            | Georges-Hippolyte le Comte Dupré                     |
| Huntingdon            | Claude-Nicolas-Guillaume de Lorimier                 |
| Kent                  | René Boileau                                         |
| Kent                  | Pierre Legras Pierreville                            |
| Leinster              | François-Antoine Larocque                            |
|                       | George McBeath (1793)                                |
| Leinster              | Bonaventure Panet                                    |
| Comté de Montréal     | Joseph Papineau                                      |
| Comté de Montréal     | James Walker                                         |
| Montréal-Est          | Joseph Frobisher                                     |
| Montréal-Est          | John Richardson                                      |
| Montréal-Ouest        | Jean-Baptiste Durocher                               |
| Montréal-Ouest        | James McGill                                         |
| Northumberland        | Pierre-Stanislas Bédard                              |
| Northumberland        | Joseph Dufour dit Bona                               |
| Orléans               | Nicolas-Gaspard Boisseau                             |
| Comté de Québec       | David Lynd                                           |
| Comté de Québec       | Michel-Amable Berthelot Dartigny (1793)              |
| Basse-ville de Québec | Robert Lester                                        |
| Basse-ville de Québec | John Young                                           |
| Haute-ville de Québec | Jean-Antoine Panet                                   |
| Haute-ville de Québec | William Grant                                        |
| Richelieu             | Pierre Guerout                                       |
| Richelieu             | Benjamin-Hyacinthe-Martin Cherrier                   |
| Saint-Maurice         | Thomas Coffin                                        |
| Saint-Maurice         | Augustin Rivard                                      |
| Surrey                | François Malhiot                                     |
| Surrey                | Philippe-François de Rastel de Rocheblave            |
| Trois-Rivières        | John Lees                                            |
| Trois-Rivières        | Nicolas Saint-Martin                                 |
| Warwick               | Pierre-Paul Margane de Lavaltrie                     |
| Warwick               | Louis Olivier                                        |
| William-Henry         | John Barnes                                          |
| York                  | Michel-Eustache-Gaspard-Alain Chartier de Lotbinière |
| York                  | Pierre-Amable de Bonne                               |